# Intrusion Point
Intrusion Point är en udde i Antarktis. Den ligger i Västantarktis. Argentina, Chile och Storbritannien gör anspråk på området.
Terrängen inåt land är kuperad åt nordväst, men åt sydost är den bergig. Havet är nära Intrusion Point norrut. Trakten är glest befolkad. Närmaste befolkade plats är Gonzalez Videla Station, 6,8 kilometer nordost om Intrusion Point. 